# Krom de Pskov
El krom/kremlin de Pskov (en ruso: Псковский Кром (Кремль)) es el centro arquitectónico histórico de la ciudad de Pskov en Rusia, el núcleo central de la fortaleza de Pskov. Se encuentra sobre un roquedo que avanza entre los ríos Psková y Velíkaya y ocupa una superficie de 3 hectáreas. El acceso al krom pasa por el burgo de Dovmont, que se ha convertido en un importante sitio arqueológico.

## Historia
La fecha exacta de construcción del kremlin no se conoce, aunque es probable que sea una de las fortalezas más antiguas de Rusia. El primer poblamiento de la parte de la ciudad ocupada por el krom data del primer milenio de nuestra era. A finales del siglo X y principios del siglo XI, existía allí un promontorio de tierra probablemente reforzado con piedras, sobre el que se construyó uno de los primeros edificios, una catedral de madera consagrada a la Trinidad en el siglo X. Según la tradición, fue la princesa Olga de Kiev quien la hizo construir.
En la época de la república de Pskov (finales del siglo XIV, principios del siglo XVI), el kremlin de Pskov, inicialmente hecho de fortificaciones de madera, con su catedral y sus veches formaba el centro espiritual, jurídico, administrativo y político del territorio de Pskov. El veche reunía a toda la población libre de sexo masculino, la de la ciudad y la de las ciudades vasallas. La audiencia estaba dominada por una plataforma donde tenían su lugar el posádnik (alcalde), los ancianos y el príncipe (knyaz). Una expedición arqueológica del Museo del Hermitage descubrió en 1978-1979 los cimientos de esta tribuna cerca de la catedral de la Trinidad.
En 1510, la república de Pskov se incorporó a Moscovia y el kremlin fue saqueado. El papel central que la edificación había asumido en siglos anteriores se perdió. Entre 1682 y 1699 la catedral de la Trinidad fue reconstruida en su forma actual. El Krom jugó un papel decisivo en los asedios que sufrió resistiendo a los atacantes en varias ocasiones, siendo los últimos el sitio de Pskov (1581-1582) por los polacos y el sitio de Pskov (1615) por los suecos. Estos dos asedios terminaron con tratados de paz favorables a Moscovia. Durante el reinado de Pedro I, el kremlin volvió a adquirir un papel estratégico en relación con la Gran Guerra del Norte (1700-1721).
Durante la Segunda Guerra Mundial, la ciudad de Pskov sufrió la ocupación de las tropas alemanas y sus monumentos fueron severamente dañados. Desde 1960, el área del kremlin es considerada un complejo de museos. Posteriormente, una intensa excavación arqueológica fue apoyada por iniciativas de restauración. El 27 de abril de 2010, un incendio destruyó las cubierta de dos de las torres del Kremlin, la Rybnitskaya y la Vlásievskaya.

Vista panorámica del interior del kremlin de Pskov con la catedral de la Trinidad y el campanario

## Descripción
El Kremlin estaba rodeado por un muro de piedra coronado por un techo de madera de una altura de 6-8 metros y un espesor que variaba entre 2,5 y 6 m. La longitud del muro situado al este es de 435 m y el del muro sur es de 88 m. Este último se llamaba «persi» (que, en ruso antiguo, significa 'espalda'). Aquí era donde los defensores recibían a los sitiadores. Este muro coronaba un foso lleno de agua, tallado en la misma roca entre los dos ríos Psková y Velíkaya que superaba en más de 20 m. Hoy, la muralla está medio hundida en el suelo.
A mediados del siglo XIX, las antiguas murallas y atalayas fueron objeto de una restauración por parte del famoso arquitecto Konstantín Thon.

### Monumentos
Además de las murallas, conocidas como "Dovmóntov Górod" en honor a Dovmont de Pskov, el complejo arquitectónico del Kremlin alberga:
- el campanario que data de 1830;
- la catedral de la Trinidad, reconstruida en el siglo XVII;
- las torres de vigilancia, un elemento característico de este tipo de fortaleza;

## Galería de imágenes

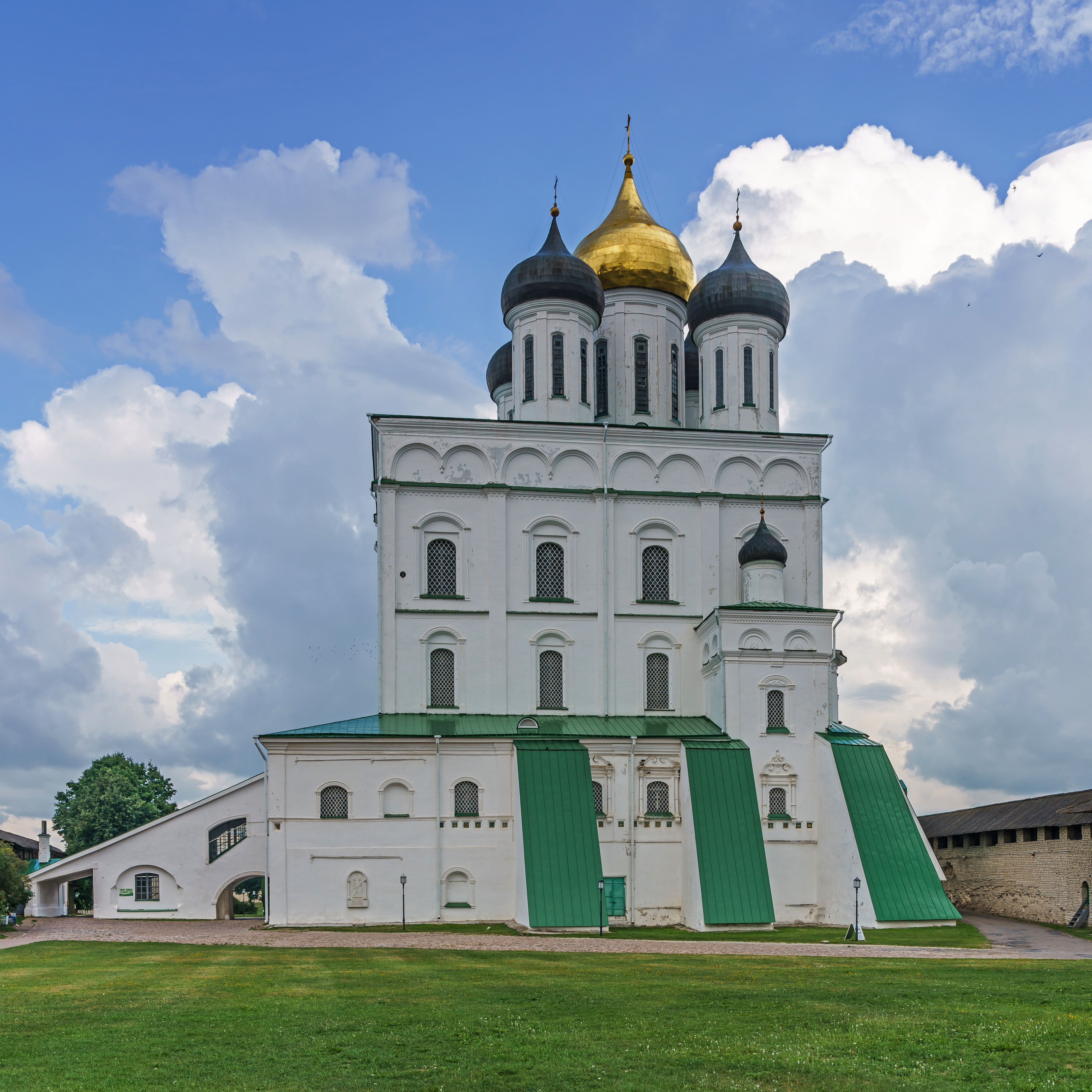
Catedral de la Trinidad
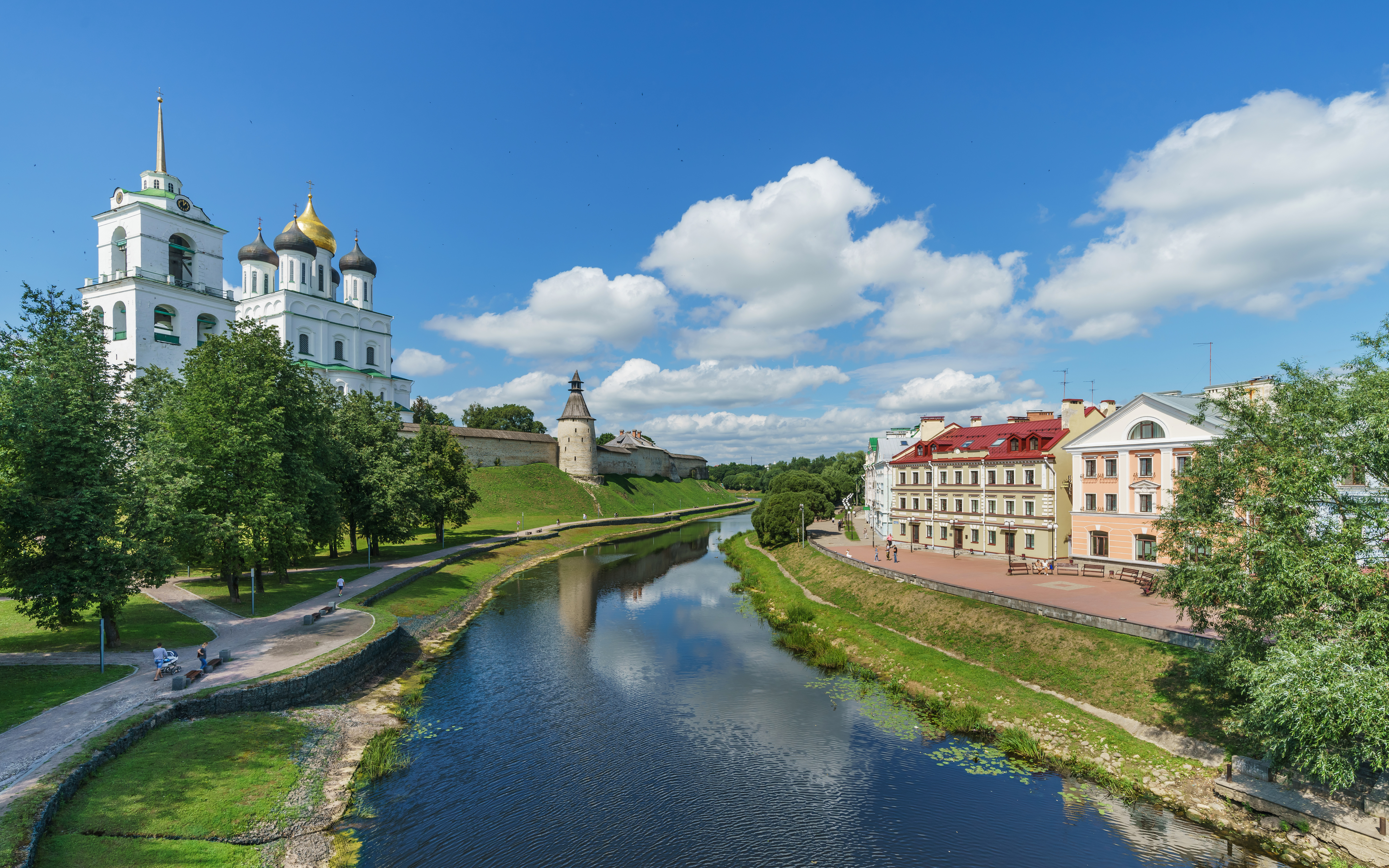
Vista del kremlin desde el río Psková
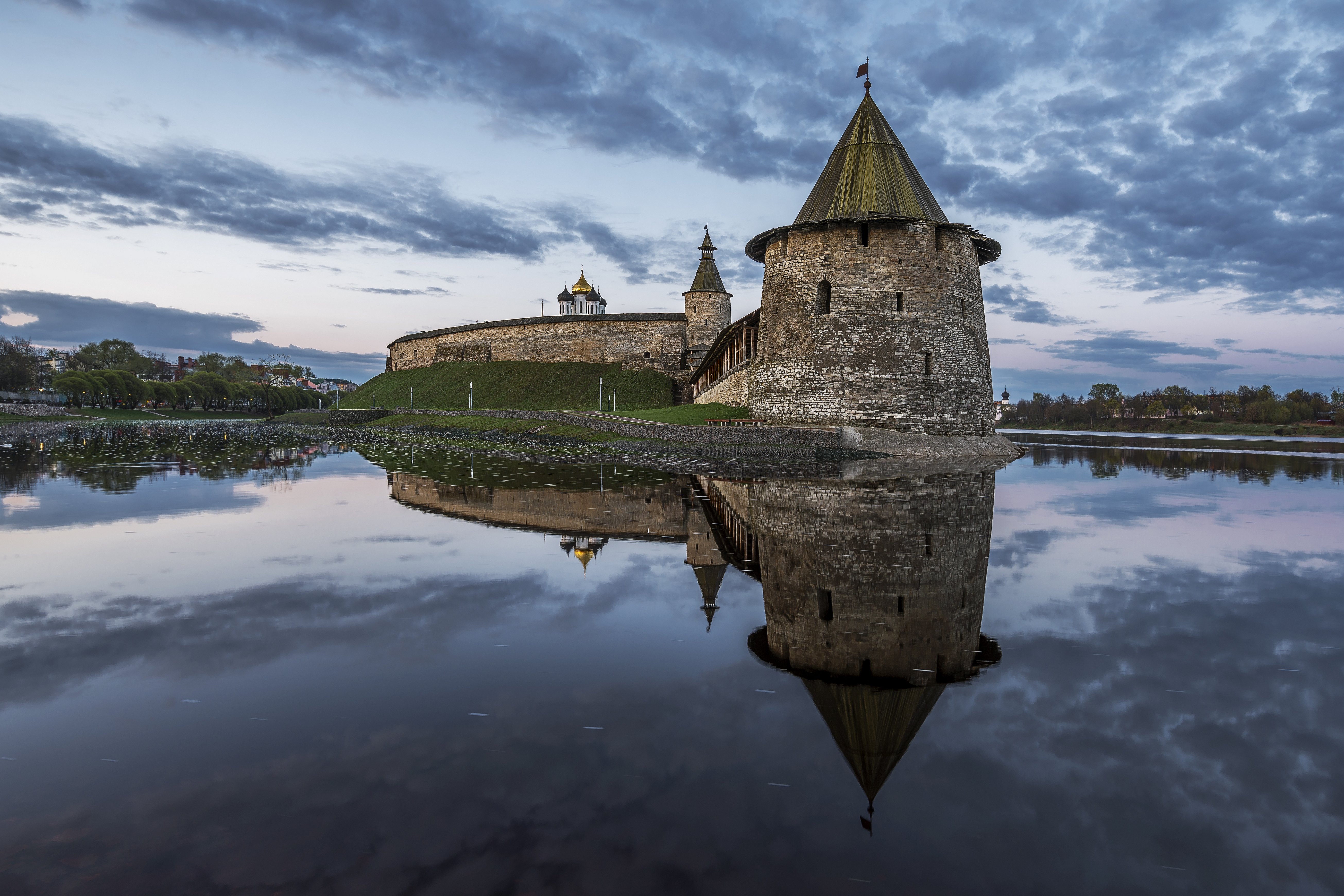
Torre Plana (Plóskaya Bashnya, Плоская башня)
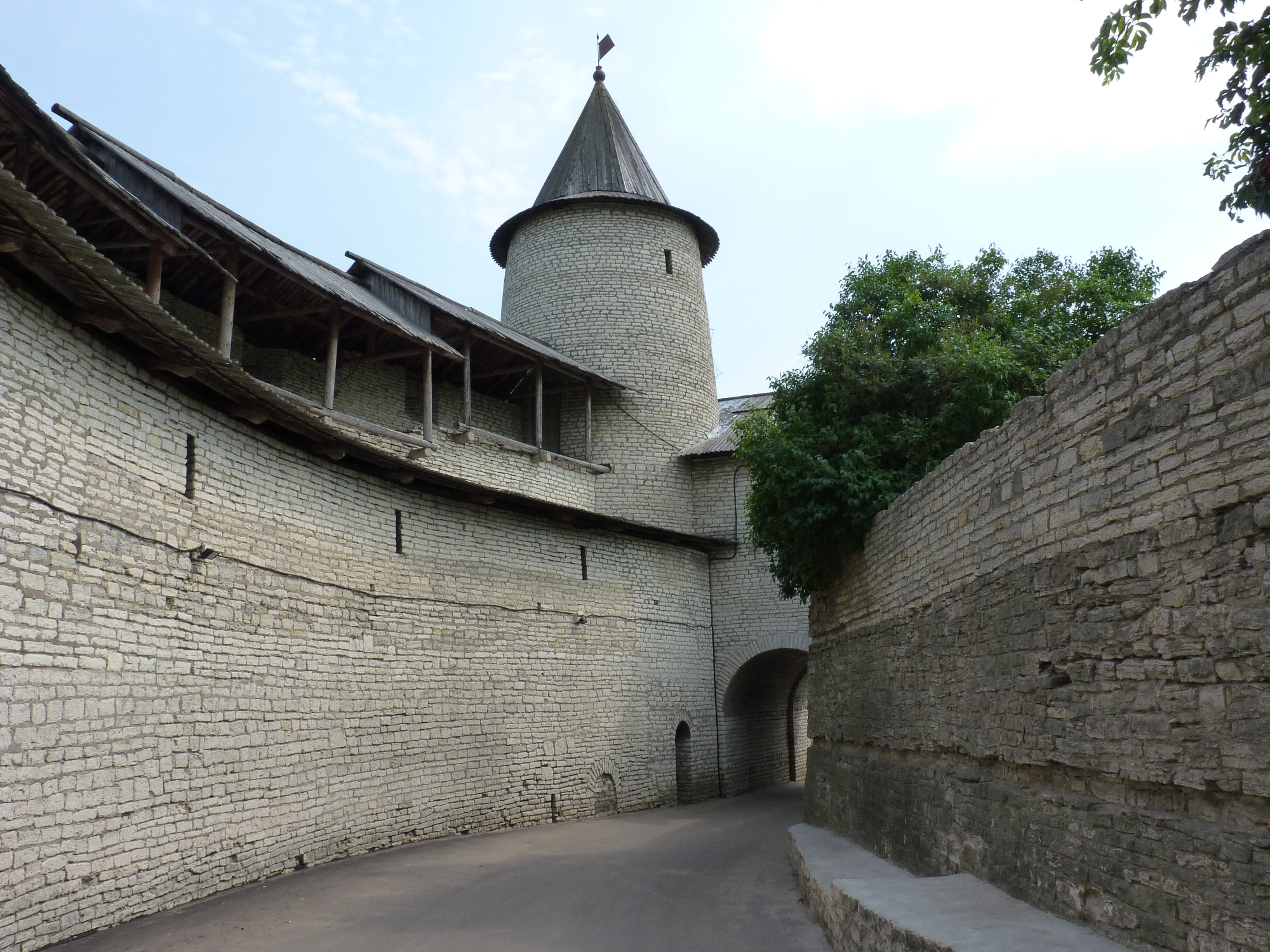
Torre de la Trinidad (2.º recinto) (Tróitskaya Bashnya, Троицкая башня)
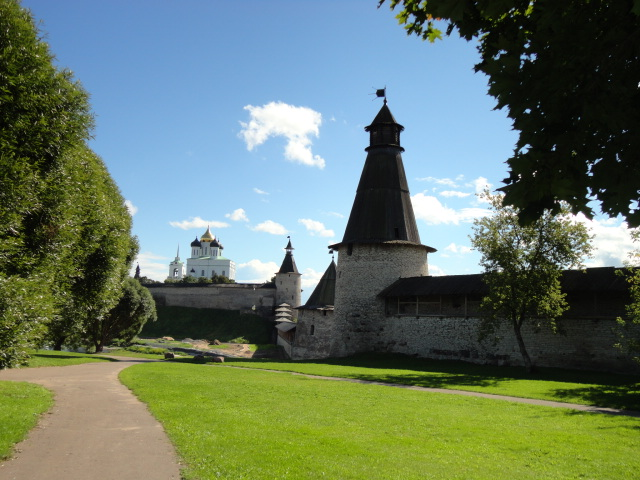
Torre Alta (Vysókaya Bashnya, Высокая башня)
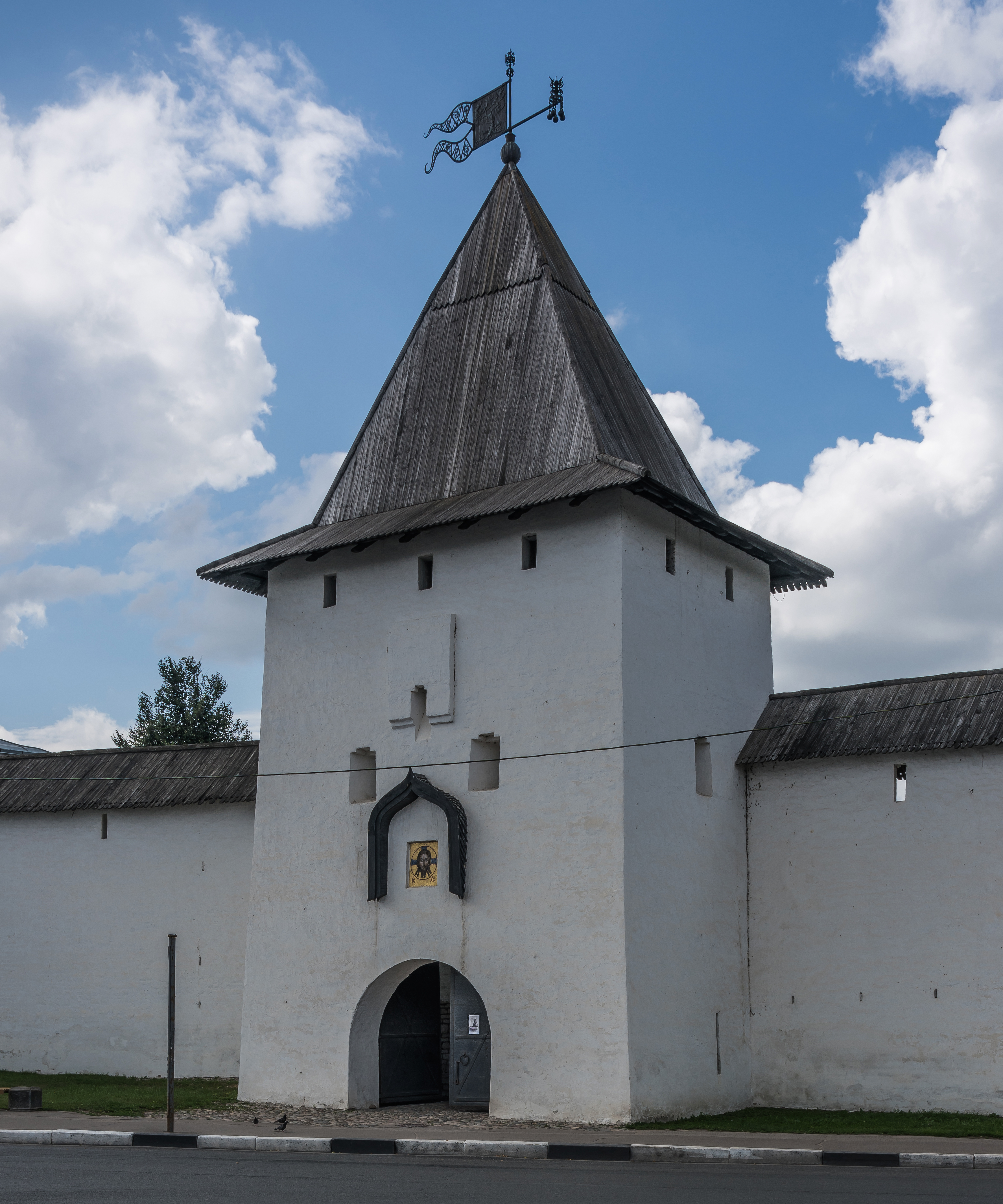
Torre del Pescador (Rybnítskaya Bashnya, Рыбницкая башня)
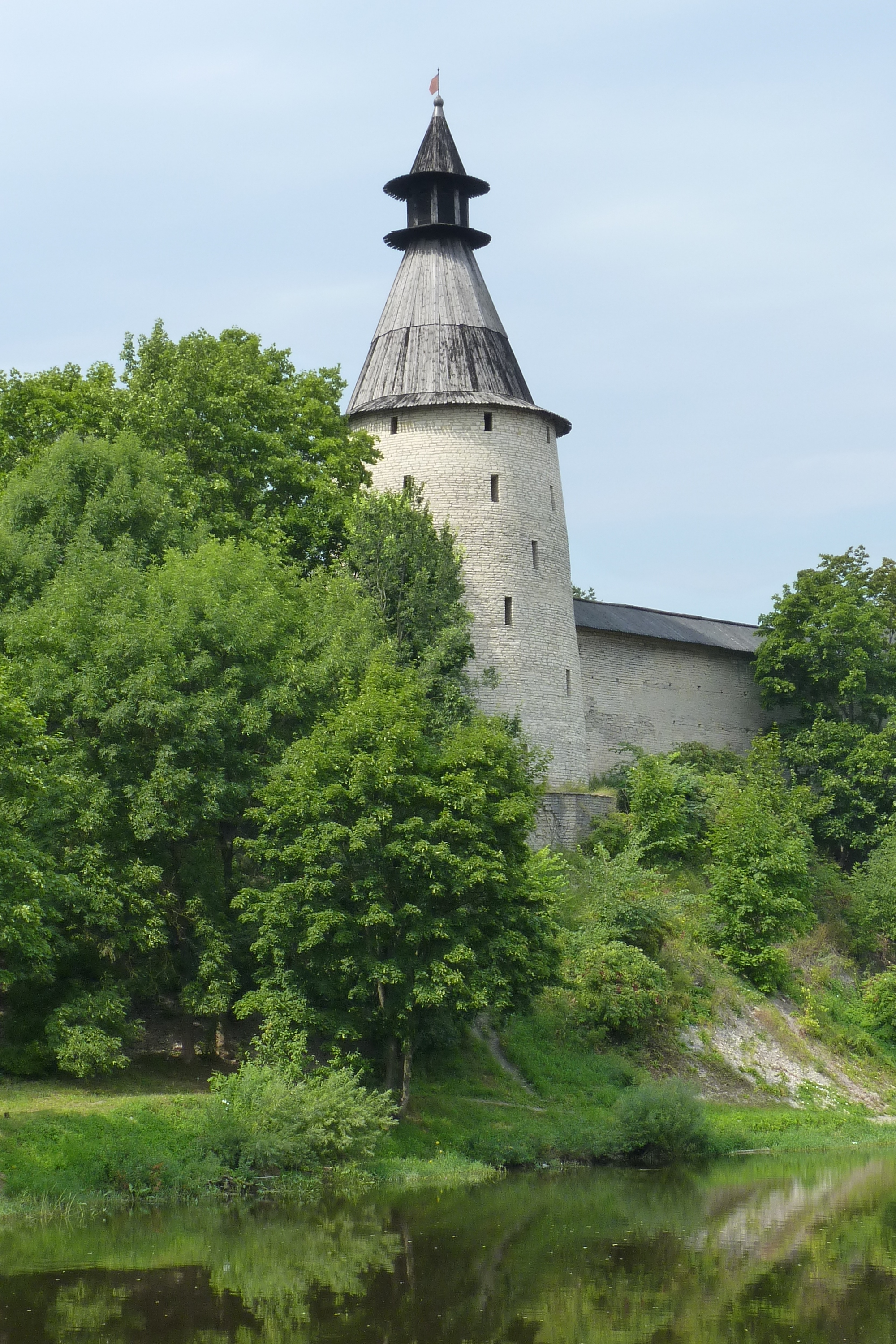
Torre Media (Srédnyaya Bashnya, Средняя башня)
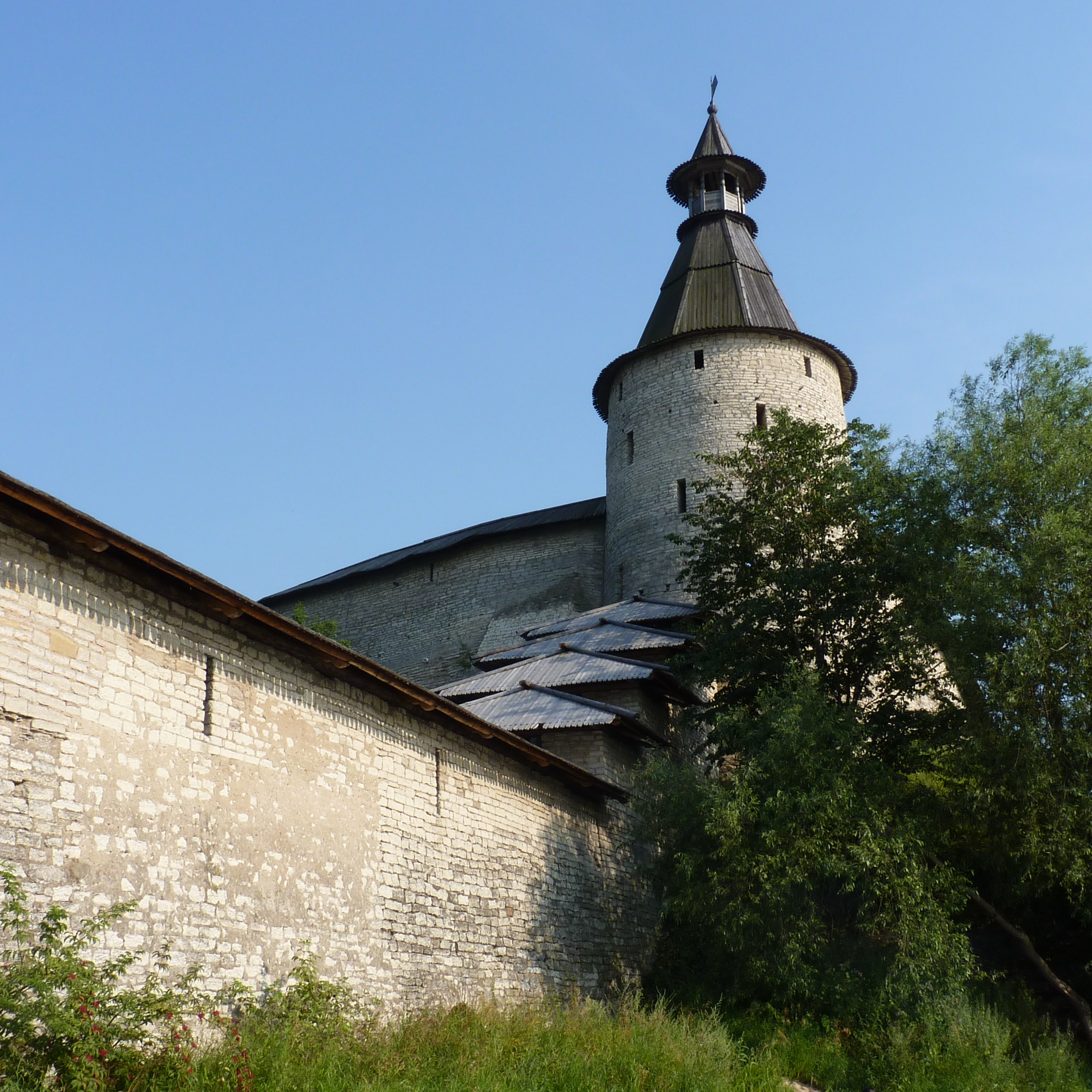
Torre Kutekroma (Bashnya Kutekroma, Башня Кутекрома)
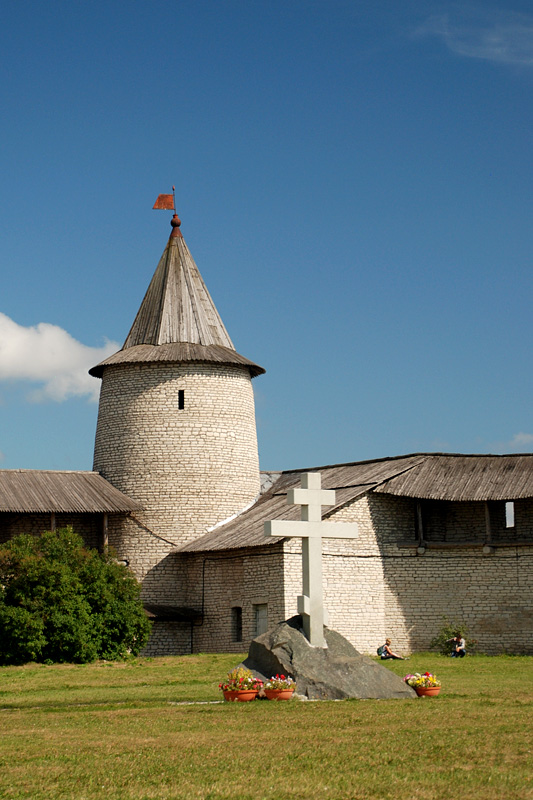
Torre de Dovmont (Dovmóntova Bashnya, Довмонтова башня)
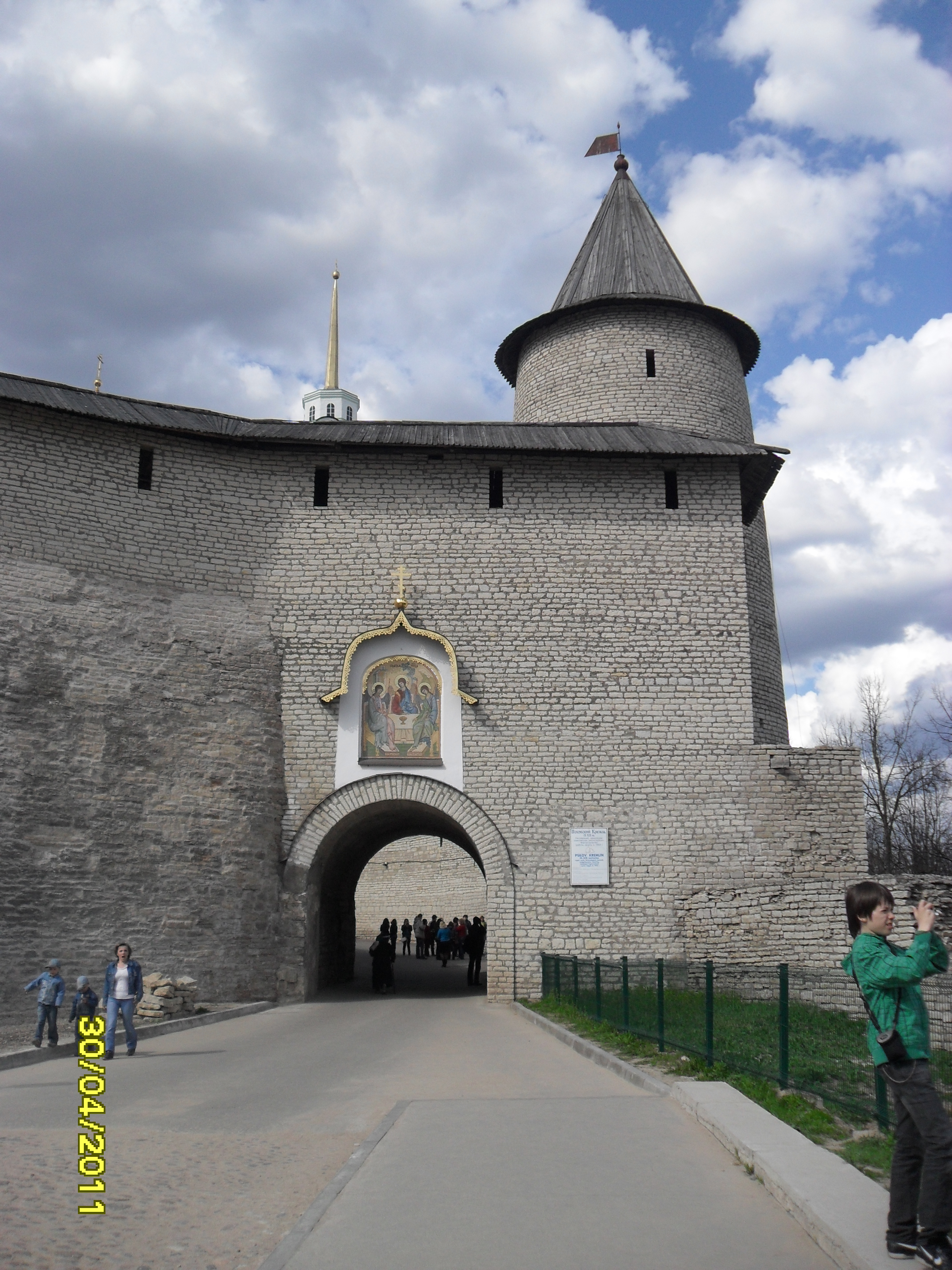
Puerta Grande (Velíkie Vorota, Великие ворота)